# Wittelshofen
Wittelshofen è un comune tedesco di 1 279 abitanti, situato nel land della Baviera.